# Dolichopalpellus mirabilis
Dolichopalpellus mirabilis là một loài ruồi trong họ Tachinidae.